# Cukrovar Vrbátky
Cukrovar Vrbátky a.s. je český cukrovar nacházející se v okrese Prostějov v obci Vrbátky. Byl založen roku 1870, jako první akciový cukrovar na Moravě. V roce 1948 byl znárodněn a stal se součástí několika státních společností. Od 1. května roku 1992 přestal být národním podnikem a se stal samostatnou akciovou společností (a. s.).

## Historie
Cukrovar Vrbátky byl založen v roce 1870 jako první rolnický akciový cukrovar na Moravě.
Nachází se v oblasti „Haná“ mezi městy Prostějov a Olomouc, kde jsou velmi dobré podmínky pro pěstování cukrové řepy. Pěstuje se zde už od začátku 20. století.
Od počátku fungování cukrovaru byl kladen důraz na zvyšování kapacity zpracování řepy. Zatímco na přelomu 70. a 80. let 19. století bylo denně zpracováno 100 až 200 tun cukrové řepy, po rozsáhlé rekonstrukci mezi lety 1935–1937 se kapacita zpracování navýšila na 1 100 tun řepy denně. V tomto stavu závod fungoval až do 80. let 20. století. V současnosti se zpracovává 2 200 tun cukrové řepy za den. Za kampaň se zpracuje přibližně 250 000 tun řepy a vyrobí se cca 35 000 tun cukru.
Od roku 2018 je cukrovar poprvé od roku 1995 ve ztrátě. Oproti roku 2017 se výsledek hospodaření cukrovaru snížil o téměř 500 milionů korun. Může za to hlavně špatná úroda cukrové řepy a snížená cena cukru, která meziročně klesla o 4 Kč/kg. Tyto dva faktory spolu se sníženou produkcí cukru (meziročně zhruba o 5000 tun) dohromady mají na svědomí pokles tržeb cukrovaru o 30 %.

## Produkty

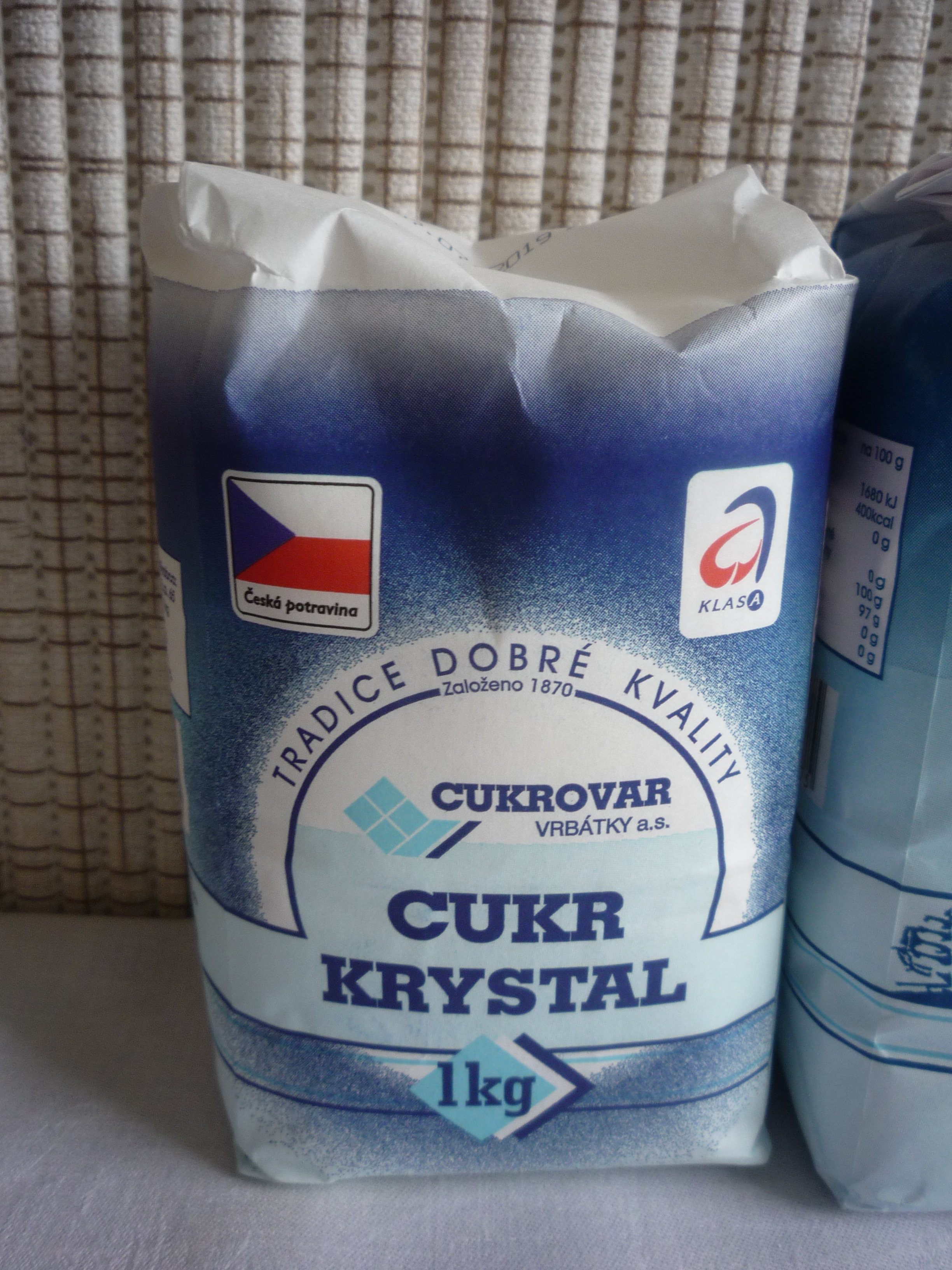
Cukr krystal, produkt Cukrovaru Vrbátky

Produktové portfolio zahrnuje kromě cukru krystal a krupice také moučku, kostky, bridž, třtinový a přírodní cukr. Produkce je dodávána jak pro potravinářskou průmyslovou výrobu, tak v drobném spotřebitelském balení do obchodních sítí. Nadkvótová produkce je určena pro farmaceutický a chemický průmysl a pro vývoz do zemí mimo EU.